# Чорне дзеркало
«Чорне дзеркало» (англ. Black Mirror) — британський науково-фантастичний телесеріал-антологія, створений журналістом Чарлі Брукером. Серіал має похмуру атмосферу та в сатиричній формі демонструє сучасне суспільство й антиутопічні наслідки розвитку технологій. Уперше серіал було показано на каналі Channel 4 у 2011 році.
Пояснюючи зміст і структуру телесеріалу, Брукер стверджує, що кожна серія має своїх окремих персонажів, антураж і реальність. Однак всі епізоди «про те, як ми зараз живемо, і про те, що з нами може статися, якщо ми будемо необачні». Серіал отримав схвальні відгуки та став широко відомий за межами Великої Британії після того, як його викупив Netflix. Зокрема, інтерес до серіалу виявив Стівен Кінг. Крім того, у 2013 році Роберт Дауні-молодший викупив права на епізод «Історія твого життя» задля його екранізації компанією Warner Bros. та його власною компанією Team Downey.
У вересні 2015 року Netflix підтвердив, що випустить третій сезон із 12-ти епізодів. Пізніше його було розділено на два сезони по 6 епізодів. Третій сезон вийшов 21 жовтня 2016 року, четвертий — 29 грудня 2017.
29 серпня 2017 року креативний директор студії Telltale Games Джоб Стауффер заявив, що був би радий створити відеогру за мотивами «Чорного дзеркала».
5 березня 2018 у Netflix анонсували п'ятий сезон, хоча й не уточнили дату релізу та кількість епізодів. 15 травня 2019 року Netflix випустив трейлер до п'ятого сезону, який вийде 5 червня та складатиметься із трьох епізодів.

## Виробництво

### Концепція
На створення серіалу його автора, Чарлі Брукера, надихнув серіал «Зона сутінків», який випускався з 1959 по 1964 рік. Телерадіокомпанія Endemol охарактеризувала серіал як «суміш „Сутінкової зони“ та „Невигаданих історій“, яка демонструє занепокоєння розвитком нашого сучасного світу та… залишає техно-параноїдальне відчуття». Channel 4 описує перший епізод як «заплутану притчу доби Твіттеру».
За словами Брукера, виробнича команда планувала зробити для серіалу наскрізну тему, але у підсумку вирішили не робити цього. В процесі обговорення того, чи слід зв'язувати епізоди між собою, розглядався варіант додавання персонажів, які б з'являлися в кожному епізоді, на кшталт «Трьох кольорів». Також міркували над створенням персонажа, який би презентував усі розповіді в стилі «Оповідок зі склепу», або чогось схожого на Рода Серлінга, Альфреда Гічкока чи Роальда Дала, оскільки в більшості антологій були подібні прийоми. Але після роздумів автори телесеріалу визнали це недоречним.

### Назва
Чарлі Брукер пояснив назву серіалу в коментарі «The Guardian»: 
|                 | Якщо технології — це наркотик, то які ж його побічні наслідки? Ця територія — між задоволенням та дискомфортом — це те місце, де відбуваються дії „Чорного дзеркала“. „Чорне дзеркало“ з назви — це те дзеркало, яке ви можете побачити на кожній стіні, на кожному столі, у кожній долоні: холодний, осяйний екран телевізора, монітора, смартфона Оригінальний текст (англ.) If technology is a drug – and it does feel like a drug – then what, precisely, are the side-effects? This area – between delight and discomfort – is where Black Mirror, my new drama series, is set. The "black mirror" of the title is the one you'll find on every wall, on every desk, in the palm of every hand: the cold, shiny screen of a TV, a monitor, a smartphone. |
| — Чарлі Брукер, | |

## Епізоди
| Сезон | Сезон      | Епізоди    | Оригінальна дата показу | Оригінальна дата показу | Оригінальна дата показу | Дата показу в Україні | Дата показу в Україні | Дата показу в Україні |
| Сезон | Сезон      | Епізоди    | Прем'єра сезону         | Фінал сезону            | Мережа                  | Прем'єра сезону       | Фінал сезону          | Мережа                |
| ----- | ---------- | ---------- | ----------------------- | ----------------------- | ----------------------- | --------------------- | --------------------- | --------------------- |
|       | 1          | 3          | 4 грудня 2011           | 18 грудня 2011          | Channel 4               | 2013                  | 2013                  | Україна               |
|       | 2          | 3          | 11 лютого 2013          | 25 лютого 2013          | Channel 4               | 2013                  | 2013                  | Україна               |
|       | Спецепізод | Спецепізод | 16 грудня 2014          | 16 грудня 2014          | Channel 4               | 21 березня 2017       | 21 березня 2017       | Гуртом                |
|       | 3          | 6          | 21 жовтня 2016          | 21 жовтня 2016          | Netflix                 | 15 березня 2017       | 9 травня 2017         | Гуртом                |
|       | 4          | 6          | 29 грудня 2017          | 29 грудня 2017          | Netflix                 | 16 червня 2019        | 26 червня 2019        | Гуртом                |
|       | Фільм      | Фільм      | 28 грудня 2018          | 28 грудня 2018          | Netflix                 | TBA                   | TBA                   | Гуртом                |
|       | 5          | 3          | 5 червня 2019           | 5 червня 2019           | Netflix                 | 9 червня 2019         | 9 червня 2019         | Гуртом                |
|       | 6          | 5          | 15 червня 2023          | 15 червня 2023          | Netflix                 | 15 червня 2023        | 15 червня 2023        | Netflix               |
|       | 7          | 6          | 10 квітня 2025          | 10 квітня 2025          | Netflix                 | 10 квітня 2025        | 10 квітня 2025        | Netflix               |

Всього за 3 сезони телесеріалу було випущено 13 епізодів. Channel 4, на якому „Чорне дзеркало“ транслювалося спочатку, здійснив прем'єру семи епізодів: 3 епізоди першого сезону, що виходили з 4 до 18 грудня 2011 року, 3 епізоди другого сезону, що виходили з 11 до 25 лютого 2013 року, а також різдвяний спецепізод, що вийшов 16 грудня 2014 року.
Починаючи з третього сезону, телесеріал транслюється на каналі Netflix, який повністю викупив права на серіал у Channel 4 за 40 мільйонів доларів.. Третій сезон, що складається з шести епізодів, було представлено 21 жовтня 2016 року, четвертий — 29 грудня 2017.

### Зв'язність
Попри те, що кожен епізод створює свій окремий всесвіт, у серіалі є декілька тем, що пов'язують деякі історії.
Пісня Ірми Томас «Anyone Who Knows What Love Is» є часто повторюваною в серіалі: спершу її виконує Ебі з епізоду «П'ятнадцять мільйонів нагород», потім Бет з епізоду «Біле Різдво», у третьому сезоні — Мисливиця з епізоду «Ніхто не хотів стріляти», а у четвертому вона звучить під час перегляду спогадів в епізоді «Крокодил».
Епізод «Біле Різдво» пов'язаний одразу з кількома попередніми епізодами Чорного дзеркала. На початку епізоду один із чоловіків, з «клубу знайомств», має псевдо «I_AM_WALDO». Технологія Зет-Ока схожа до пристрою, що використовується в епізоді «Історія твого життя». Коли Джо перемикає канали, видно шоу з епізодів «Час Волдо» та «П'ятнадцять мільйонів нагород». Тест на вагітність, який Джо знаходить у смітті, такий же, як в епізоді «Я скоро повернуся». Рухомий рядок у новинах згадує про прем'єр-міністра з епізоду «Державний гімн», а також про Вікторію Скілейн з «Білого ведмедя» та Ліама Монро із «Часу Волдо».
Епізод «Бета-тест» містить посилання на епізоди «Білий ведмідь» (таємничий логотип з «Білого ведмедя» є на обладнанні для гри з «Бета-тесту») та «Ворог народу» (в одному з журналів згадано корпорацію Granular, що в епізоді «Ворог народу» розробила бджіл-дронів).
Серія «Заціпся і танцюй» пов'язана одразу з п'ятьма іншими епізодами серіалу. З новин, показаних в епізоді, видно, що колишній прем'єр-міністр Майкл Келлоу («Державний гімн») розлучається з дружиною. Також по телебаченню показують анонс шоу «П'ятнадцять мільйонів нагород» та повідомляють про прогрес у судовій справі над Вікторією Скілейн («Білий ведмідь»). Також в епізоді є реклама технології «Реп'яшок» з епізоду («Біле Різдво»), а у головного героя можна помітити стикер з Волдо.
Сам Брукер теж неодноразово вказував на зв'язки між різними епізодами та про те, як ці історії можуть розвиватись. Так, у жовтні 2016 він заявив, що має ідеї для сиквелів епізодів «Білий ведмідь» та «Я скоро повернуся», хоча й висловив сумнів, що вони будуть відзняті. Також він повідомив, що деякі актори можуть повернутися до шоу, зокрема, Ганна Джон-Кеймен з'явилася в епізоді «Бета-тест», хоча до цього зіграла епізодичну роль в епізоді «П'ятнадцять мільйонів нагород». Також Брукер заявив, що в епізоді «Ворог народу» є персонажі, які можуть з'явитися в серіалі знову.
За словами режисера епізоду «Чорний музей» Колма Мак-Карті, він містить посилання на кожен із попередніх епізодів серіалу; багато з них було розміщено художником-постановником Джоелем Коллінзом. Наприклад, Джек читає комікс під назвою «П'ятнадцять мільйонів нагород»; на екрані біля входу до музею демонструють ролик із Вікторією Скілейн із «Білого ведмедя». Багато музейних експонатів взято з попередніх епізодів: АКД із епізоду «Ворог народу»; льодяник, який Дейлі використовує, щоб клонувати сина Волтона в «Космічному човні Калістер»; батьківський планшет з епізоду «Аркангел»; скривавлена ванна, у якій було вбито чоловіка Шазії з епізоду «Крокодил». Крім того, епізод робить декілька посилань на «Сан-Джуніперо», включно з назвою компанії TCKR, шпиталем святого Джуніпера та вбранням Йоркі та Келлі, що використане як експонати музею.
В фіналі епізоду «Озеро Генрі» шостого сезону серед номінантів на премію БАФТА згадують документальний фільм про евтаназію в «Сан-Джуніперо».
Такі перехресні посилання дають підстави вважати, що всі події відбуваються в рамках єдиного всесвіту.

## Серіал в Україні
В Україні перші два сезони серіалу у 2013 році показав телеканал Україна, пізніше повторив канал НЛО TV. Різдвяний спецепізод, що вийшов у 2014 році, та третій сезон українською мовою озвучила аматорська студія MelodicVoiceStudio для сайту Гуртом. Різдвяний спецепізод також озвучила для сайту Гуртом студія НеЗупиняйПродакшн.

## Український Дубляж
- Студія: Постмодерн
- Перекладачки: Ольга Затовська (1 сезон, 1-2 серії), Ольга Переходченко (1 сезон, 3 серія), Катерина Щепковська (2 сезон, 4 сезон, 6 сезон), Надія Сисюк (3 сезон), Надія Криловецька (5 сезон)
- Режисери дубляжу: Людмила Петриченко (1 сезон, 3-4 сезони), Катерина Брайковська (2, 6 сезони), Євген Сардаров (5 сезон)
- Музична редакторка: Тетяна Піроженко
- Звукорежисери запису: Богдан Клименко (1 сезон), Андрій Славинський (2 сезон, 1-2 серії, 4 серія, 3-5 сезони, 6 сезон), Олександр Мостовенко (2 сезон, 3 серія)
- Звукорежисери міксу: Андрій Желуденко (1 сезон, 2 сезон, 1-3 серії), Олександр Мостовенко (2 сезон, 4 серія, 3-5 сезони)
- Менеджерка проекту: Ольга Негієвич

Ролі дублювали:
- Каллоу, Химера, Джеймі / Волдо, Роб, Дені, Доктор Манк, Кліф, Кіт Голліґен — Роман Чорний
- Алекс, Ангеліка — Ольга Радчук

Люсіндна, Милість, Голдер, Сьюзен, 
- Старша Келлі, Ванесса, Фелісіті, Белла, Гейлі, Кетрін, Сельма Гаєк — Олена Узлюк
- Мартін, Дастін — Петро Сова
- Том — Олександр Шевчук (1 сезон), Михайло Войчук (3 сезон)
- Клейтон — Олександр Шевчук
- Вокер, Пол, Расмус, Джеймс — Дмитро Терещук
- Джейн, Фіон, Керен, Медіна, Джо, Шанія, Марі — Світлана Шекера
- Ханна — Світлана Шекера (3 сезон), Катерина Брайковська (5 сезон)
- Малайка, Колін, Керол, Кеті, Елена, Ясмін, Наставниця, Медж — Людмила Петриченко
- Еймі — Людмила Петриченко (2 сезон), Анна Дончик (4 сезон)
- Джуліан — Юрій Висоцький
- Сюзанна, Люсі, Шазія, Една, Тета, Ніда — Марина Локтіонова
- Бінґ, Страйп, Таск, Роберт, Ентоні, Карл, Дон, Девід Росс — Дмитро Гаврилов
- Джеф — Дмитро Гаврилов (1 сезон), Роман Молодій (2 сезон)
- Ебі, Марта, Маріела, Тіпі — Анна Дончик
- Шанс, Ерік першого рівня, Дюк, Кріс Голліґен — Олександр Погребняк
- Ліам, Гаррі, Ґорді, Джейден, Бізі — Андрій Соболєв
- Джонас, Еш, Конор, Біллі, Тод — Іван Розін
- Галем, Катарина, Карін, Мона Джавді першого рівня, Кейт Цезар, Джессіка, Місіс Саймонс — Наталя Романько
- Джина, Темсін, Бетані, Наїма — Оксана Гринько
- Наомі — Катерина Буцька (2 сезон), Наталя Романько (3 сезон)
- Вікторія, Дженніфер, Тео, Пенелопа — Катерина Буцька
- Джем, Ґрета, Лейсі, Соня, Мія, Керрі, Роксет, Енні Мерфі, Лана — Катерина Брайковська
- Сара — Катерина Брайковська (2 сезон), Олена Борозенець (4 сезон)
- Джемайма, Лілі — Єсенія Селезньова
- Деміен — Володимир Заєць (2 сезон), Євген Сардаров (5 сезон)
- Бакстер — Володимир Терещук
- Джек — Володимир Терещук (2 сезон), Дмитро Гаврилов (4 сезон)
- Ґвендолін, Келлі, Ноні, Ніш, Джоун, Бо — Антоніна Хижняк
- Монро, Метт, Гектор, Ґреґ, Гайдекер, Нік, Валдек, Роло, Джастін Кемлі, Тім Саймонс — Андрій Твердак
- Гансен, Нейт, Ентоні, Кеннет, Ґаап — Роман Молодій
- Рой — Дмитро Вікулов
- Крейн — Михайло Войчук
- Шон — Артем Мартинішин (2 сезон), Роман Молодій (3 сезон)
- Поттер, Анан, Досон, Девід — Юрій Кудрявець
- Ґордон, Расс, Кевін — Євген Пашин
- Райан, Шо, Девіс, Кріс, Майкл Сера, Вітті, Майкл Смарт — Павло Скороходько
- Купер, Леннард, Каппа, Гектор — В'ячеслав Скорик
- Кенні, Кабір, Майк, Дейвіс, Нейтан — Руслан Драпалюк
- Ліндсі, Вікі — Анастасія Павленко
- Сандра — Наталя Ярошенко
- Йоркі, Блу — Ольга Гриськова
- Вес, Ленні, Кларк — В'ячеслав Хостікоєв
- Рейман, Клара, Емілі — Олена Борозенець
- Аркетт, Саймон, Джанет, Річард, Лен Фішер — Олег Лепенець
- Нанетт, Нікола — Марія Яценко
- Томмі — Тимофій Марченко
- Трік, Френк, Ленс, Джексон, Кріш першого рівня, Джей Пі — Євген Лісничий
- Мерил — Вікторія Левченко
- Паркер, Тайлер — Ілля Локтіонов
- Лінда, Джанет — Олена Бліннікова
- Рейчел — Єлизавета Мастаєва
- Джек — Анастасія Жарнікова
- Ешлі, Сигма — Юлія Шаповал
- Ведмідь — Роман Солошенко
- Пія — Єлизавета Зіновенко
- Стюарт, Террі — Юрій Сосков
- Генрі — Владислав Васицький
- Мейзі Дей, Сюзі — Анна Павленко
- Офіцер Клей, Боб — Матвій Ніколаєв
- Доктор Бабач, Містер Дункан — Максим Кондратюк

А також: Дмитро Рассказов, Павло Голов, Анна Соболєва, Катерина Наземцева, Олександр Чернов, Володимир Канівець, Євген Шекера, Віталій Ізмалков, Юрій Сосков, Вікторія Бакун, Аліна Проценко, Олександр Солодкий, Дем'ян Шиян, Яна Кривов'яз, Ксенія Лук'яненко, В'ячеслав Дудко, Артур Проценко, Вікторія Білан-Ращук, Володимир Гурін, Матвій Ніколаєв, Анна Павленко, Максим Кондратюк, Вікторія Тишкевич, Ілона Бойко,

## Критика

### Відгуки
Перший сезон отримав схвальні відгуки критиків за інноваційність та несподівані розв'язки у стилі «Зони сутінків». Майкл Гоґан із «Дейлі телеграф» описав перший епізод «Державний гімн» як «нечуване, але напористе, дослідження сучасних медіа через чорний гумор». Він також сказав, що «це шалено блискуча ідея. Сатира настільки зухвала, що змусила мене сидіти з відкритим ротом та верещати. Майже як та нещасна свиня». Серіал продемонстрували у багатьох країнах світу, у тому числі в Австралії, Ізраїлі, Іспанії, Швеції, Польщі та Китаї. У Китаї серіал став дуже популярним та одним із найбільш обговорюваних у 2012 році. Користувачі сайту Douban виставили серіалу оцінку 9,3, вище за найпопулярніші американські драми. Багато глядачів і критиків високо оцінили глибину серіалу. Репортер «Пекінських новин» назвав серіал «апокаліпсисом сучасного світу, розпачливим, але глибоким».
Другий сезон «Чорного дзеркала» також отримав позитивні відгуки. Перший епізод «Я скоро повернуся» оглядач «Телеграф» Самір Рахім описав так: «Шоу підняло важливу тему: той уявний образ, який ми собі створюємо онлайн та зростання залежності від віртуальних життів. Крім того, епізод досліджує горе. На мою думку, це найкраще, що робив Брукер». Джейн Саймон із «Дейлі міррор» уважає, що другому епізодові «Білий ведмідь» бракувало емоційної напруженості першого. Проте вона високо оцінила загадковість та непередбачуваність сюжету, зробивши висновок, що «це ще одна геніальна робота Брукера». Деякі журналісти, зокрема політичний оглядач «Вашингтон пост», порівняли передвиборчу кампанію Дональда Трампа з епізодом «Час Волдо»
Різдвяний спецепізод «Біле Різдво» також був високо оцінений критиками.
Третій сезон отримав схвальні відгуки і має рейтинг 83 зі 100 на сайті Metacritic. Українські оглядачі проігнорували перші два сезони серіалу, проте після виходу третього сезону неодноразово включали серіал до списків серіалів, які варто подивитись. Зокрема, музикант та критик Фоззі у колонці для журналу Новое Время охарактеризував серіал як «чудо, яке треба поспішити бачити».

### Нагороди
У листопаді 2012 року «Чорне дзеркало» здобув нагороду Еммі для серіалів, що вироблені поза межами США. Після виходу двох сезонів авторитетне видання The A.V. Club розмістило серіал у переліку найкращих серіалів 2013 року (разом із серіалами Уряд, Крах, Місячний хлопчик та Полюби мене).
Загалом станом на червень 2019 року серіал має 23 нагороди та 83 номінації.

## Здійснені «пророцтва»
У 2015 році співзасновниця корпорації Luka Евгенія Куйда використала ресурси її штучного інтелекту, аби створити віртуальну симуляцію її померлого друга на основі його онлайн-спілкування — технологію, що була описана в епізоді «Я скоро повернуся». Хоча продукт вийшов дуже якісним, він зазнав критики від родичів померлого та суспільства: «Куйда не змогла збагнути урок із Чорного дзеркала».
У лютому 2017 року японський «Національний інститут передових промислових наук та технологій» повідомив про створення міні-безпілотників, що здатні замінити бджіл для запилення рослин. Ця технологія вперше була описана в епізоді «Ворог народу».